# San Vicente de Flores
San Vicente de Flores är en ort i Mexiko.   Den ligger i kommunen Salamanca och delstaten Guanajuato, i den centrala delen av landet, 260 km nordväst om huvudstaden Mexico City. San Vicente de Flores ligger 1 715 meter över havet och antalet invånare är 1 001.
Terrängen runt San Vicente de Flores är huvudsakligen platt, men åt nordost är den kuperad. Runt San Vicente de Flores är det tätbefolkat, med 257 invånare per kvadratkilometer. Närmaste större samhälle är Irapuato, 12,4 km nordväst om San Vicente de Flores. Trakten runt San Vicente de Flores består till största delen av jordbruksmark.